# Efraín Amézcua
Efraín Amézcua (León, 3 agosto 1907 – ...) è stato un calciatore messicano, di ruolo centrocampista.

## Carriera
In carriera, Amézcua giocò per la squadra messicana dell'Atlante.
Con la Nazionale messicana, Amézcua disputò il Campionato mondiale di calcio 1930 giocando due partite.